# Die Glocke ruft
Die Glocke ruft ist eine österreichische Filmkomödie aus dem Jahre 1960 von Franz Antel. Die Hauptrollen spielen Hans Holt und Annie Rosar.

## Handlung
Pfarrer Stadler von der Gemeinde St. Justin bekommt mit den Dorfbewohnern einigen Ärger. Der aufgeschlossene und moderne Gottesmann ist auf die Idee gekommen, den Spendenfonds für den Erwerb einer neuen Orgel anzuzapfen, um mit dem Geld auf anonymem Weg mildtätige Gaben an bedürftige Mitbürger zu verteilen. Ihm erscheint dieser nicht ganz legale Weg eine sinnvolle Weise, christlich und barmherzig zugleich zu wirken. Das aber ruft den gewieften Kinobetreiber August Ehrlich auf den Plan, den mächtigsten Mann im Dorf, der seinem Namen längst nicht immer alle Ehre macht.
Ehrlich findet, dass man diese an den Notleidenden verübten „Wunder“ in irgendeiner Weise ausschlachten sollte. Und so macht bald das Gerücht von der wundertätigen Mutter Gottes, die gelebte Barmherzigkeit möglich macht, die Runde. Bald treibt Ehrlich den „Wunder“-Rummel auf die Spitze, und als Stadler bei diesem Showzirkus nicht länger mitmachen möchte, wenden sich seine eigenen Schäfchen, erneut angeführt von Ehrlich, gegen ihn. Der Kinobesitzer hat sogar die Dreistigkeit, Pfarrer Stadler anzuzeigen und eine Werbetafel vor dem Kirchenportal anzubringen. Stadler hat nun die Nase voll und beginnt, seiner Gemeinde eine Lektion zu erteilen…

## Produktionsnotizen
Nach dem Misserfolg von Der Schatz vom Toplitzsee beschloss Franz Antel, noch einmal einen Heimatfilm mit seinem altbewährten Team zu drehen, obwohl die Ära der konventionellen Heimatfilme unübersehbar zu Ende ging. Auf der Suche nach einem neuen Gesicht für die jugendliche Hauptrolle wandte er sich an das Max Reinhardt Seminar. Da der von ihm favorisierten, noch nicht volljährigen Senta Berger von ihrem Vater die Zusage verweigert wurde und Marisa Mell gerade ihren ersten Film drehte, engagierte Antel Christine Buchegger.
Paul Löwinger empfahl Antel als zweiten Aufnahmeleiter einen seiner Mitarbeiter, der ihm auf seinen Tourneen gute Dienste geleistet hatte. Für Karl Spiehs bedeutete sein Engagement als ungenannter Co-Aufnahmeleiter den Einstieg ins Filmgeschäft. Spiehs selbst ist im Film kurz als stummer Trinker an der Bar zu sehen.
Gedreht wurde in Tauplitz im steirischen Salzkammergut und auf der Tauplitzalm, zu sehen ist u. a. die Pfarrkirche Tauplitz.
Der unter dem Arbeitstitel Glocken der Heimat gedrehte Film wurde am 30. September 1960 unter dem Titel Glocken läuten überall in Österreich uraufgeführt. Am 20. Oktober 1960 lief der Film unter dem Titel Die Glocke ruft auch in der Bundesrepublik an.

## Kritiken
„Kläglicher Kitsch, nach außen ehrbar, aber in der Verflechtung religiöser Elemente mit den Zutaten billiger Lustspiel- und Heimatfilme oft peinlich.“

Paimann’s Filmlisten resümierte: „Eine, die effekthascherische Einbeziehung von Religiösem nicht verschmähende, teils gefühlsbetonte, teils possenhafte Fabel.“